# Wspólnota administracyjna Gosberg
Wspólnota administracyjna Gosberg – wspólnota administracyjna (niem. Verwaltungsgemeinschaft) w Niemczech, w kraju związkowym Bawaria, w rejencji Górna Frankonia, w regionie Oberfranken-West, w powiecie Forchheim. Siedziba wspólnoty znajduje się w miejscowości Pinzberg. Powstała 1 maja 1978.
Wspólnota administracyjna zrzesza trzy gminy wiejskie (Gemeinde):
- Kunreuth, 1 377 mieszkańców, 9,79 km²
- Pinzberg, 1 896 mieszkańców, 13,33 km²
- Wiesenthau, 1 667 mieszkańców, 6,41 km²